# Cmentarz żydowski w Brzezinach
Cmentarz żydowski w Brzezinach – powstał w XVII wieku i znajdował się przy obecnej ulicy Reymonta. Został zdewastowany przez nazistów podczas II wojny światowej - ocalał tylko jeden nagrobek. 
Po wojnie na terenie cmentarza urządzono żwirownię, a ziemię, wraz ze szczątkami pochowanych tam osób, wykorzystano do tworzenia prefabrykatów budowlanych. 
W latach 90. teren pocmentarny został uporządkowany i ogrodzony. Na jego teren trafiło też kilka nagrobków znalezionych w różnych częściach miasta.